# Clinton (Contea di Barron, Wisconsin)
Clinton è un comune degli Stati Uniti, situato in Wisconsin, nella Contea di Barron.